# Kristina Si
Крістіна Ельхановна Саркісян (нар. 9 березня 1991, Тула, РРФСР), більш відома як Kristina Si — російська співачка. Найбільш широку популярність здобула після підписання контракту зі звукозаписним лейблом Black Star в 2013 році, співпрацю з яким закінчила в 2018 році.

## Біографія
Крістіна Ельхановна Саркісян народилася в родині циркових артистів. До 6 років разом з батьками переїжджала з міста в місто, жила в пересувному цирку, власниками якого були її батьки. У віці 6 років, Саркісян почала займатися в музичній школі. Протягом трьох років вона займалася грою на фортепіано, після чого перейшла на естрадно-джазовий вокал. Переїхала жити в Москву в 2008 році і вступила до Інституту сучасного мистецтва на кафедру естрадно-джазового співу.
У 2010 році відбулося її знайомство з композитором Павлом Мурашова, який став згодом автором її першої композиції під назвою «Я улетаю». Влітку 2011 року Крістіна Саркісян випустила новий сингл, а також кліп на композицію «Начинаю забывать».
Співпраця Black Star і Крістіною Сі почалося в 2011 з запису спільного треку співачки і артиста лейбла — Music Hayk. На початку 2013 року у Саркісян вийшов сингл «Зима». У березні цього ж року вона стала артисткою лейблу і єдиною, на той момент, дівчиною на Black Star. Першою її роботою на лейблі Black Star Inc. став сингл «Ну ну да». Редакція порталу Rap.ru помістила «Ну ну да» на десяте місце в списку «50 кращих пісень 2013» і кліп на цю пісню на п'яте місце в списку «Кліпи року. Російська версія».
У червні 2015 була в журі танцювального конкурсу «Just Dance» від A-One.
У листопаді 2016 року співачці був на три роки заборонений в'їзд на Україну. Як повідомив ТАСС з посиланням на прес-службу Держприкордонслужби України, це було пов'язано з її виступом в Криму, що відбувся влітку того ж року.
28 листопада 2016 року Kristina Si випустила свій дебютний альбом під назвою «Светом во тьме». В альбом увійшло 15 композиції, серед яких спільні роботи з артистом лейбла Black Star Скруджи і репером Dima No One.
В березні 2017 року в рамках Mercedes-Benz Fashion Week у Москві відбувся черговий показ, однієї з зірок якого стала Kristina Si. Влітку того ж року Kristina Si увійшла до складу зіркового журі кастингу «Попади в телек по любви» на телеканалі «СТС LOVE».
Завдяки великій кількості шанувальників серед підлітків Крістіна Сі перемогла в номінації «Улюблена співачка» в дитячій премії від телеканалу «СТС» — «Дай п'ять».
У листопаді 2017 року Kristina Si дала ексклюзивне інтерв'ю для «Fashion People», де розповіла про роботу з «Black Star» і про ідеального чоловіка, також Христина потрапила на обкладинку журналу.
За підсумками 2017 року Kristina Si потрапила в топ 100 найпопулярніших реп-виконавців за версією телеканалу «MTV RUSSIA» і зайняла 15-е місце, кліп на пісню «Тебе не будет больно» потрапив в топ 50 кращих кліпів року на думку телеканалу «Музыка Первого» і зайняв 25 місце.
У березні 2018 року лейбл Black Star Inc. оголосив про припинення контракту з Крістіною Саркісян, про це вони повідомили на своїй сторінці в Instagram. Права на псевдонім залишилися у лейбла, сама ж співачка заявила, що не має наміру залишати сцену і буде продовжувати кар'єру.
У квітні 2018 випускає свою лінію одягу.
23 серпня 2019 лейбл Black Star все-таки дозволяє користуватися Крістіні Сі своїм псевдонімом і дає права на виконання пісень, які були записані на лейблі.